# 니그로 (용어)
니그로(Negro)는 영어권에서 아프리카계 사람(흑인)을 의미하는 단어이다. 원래 니그로는 스페인어와 포르투갈어로 검은색을 뜻하는 말이며, 현재 니그로라는 용어는 흑인에 대한 경멸어가 되었다.
그래서 비흑인 인종들은 경멸어의 니그로와 니거를 사용하면 안되니 친근한 흑인 친구를 N-Word(N으로 시작하는 단어)라고 돌려서 표현하기도 한다. 

## 같이 보기
- 니거
- 네그리토
- 유색인종